# Martha Beatriz Roque
Martha Beatriz Roque Cabello (La Habana, 16 de mayo de 1945) es una economista y reconocida disidente cubana. Fue la única mujer de entre las personas arrestadas, juzgadas y condenadas en 2003 a prisión por "atentar contra la independencia y la integridad territorial del Estado y por conspirar con Estados Unidos, junto con otros setenta y cuatro ciudadanos cubanos en lo que pasaría a conocerse como el "grupo de los 75".

## Biografía
Hija de emigrantes españoles, Martha Beatriz Roque nació en La Habana el 16 de mayo de 1945. Obtuvo el título de Economía de la Universidad de La Habana en 1976 y más tarde pasó a formar parte de su facultad.

### Actividad política
Roque comenzó a formar parte de la oposición a finales del 1990. En el año 1994 creó el Instituto Cubano de Economistas Independientes y en 1997 junto a René Gómez Manzano, Vladimiro Roca Antúnez y Félix Bonne Carcassés funda el Grupo de Trabajo de la Disidencia Interna para analizar la Situación Socio-Económica Cubana grupo responsable de crear el papel La Patria es de Todos, un análisis sobre el Quinto Congreso del Partido Comunista Cubano de ese año.
El 16 de julio de ese mismo año, Roque y sus compañeros fueron arrestados y juzgados por violaciones al Código Penal cubano, específicamente "acciones en contra de la seguridad nacional del Estado cubano" y "sedición", y fue condenada a tres años y medio de prisión. Amnistía Internacional declaró a los cuatro prisioneros de conciencia. Fue liberada el 23 de mayo de 2000.
En el año 2002, Martha Beatriz Roque creó la Asamblea para Promover la Sociedad Civil Cubana, una coalición que reúne más de 300 organizaciones democráticas en ese país. El 20 de mayo del 2005 Marta Beatriz Roque Cabello logra celebrar en La Habana una reunión nacional de la Asamblea Nacional para Promover la Sociedad Civil con delegado de todo el país, invitados extranjeros, con la presencia del Jefe de la Oficina de Intereses de Estados Unidos en La Habana, James Cason. En 2007 fue una de los candidatos nominados al Premio Nobel de la Paz.
En 2012 fue protagonista de una huelga de hambre en apoyo a los DD.HH. en Cuba, que fue desmentida en los medios oficiales de Cuba al mostrarse un video donde acepta alimentos de parte de un vecino. El video fue utilizado por el Gobierno para demostrar la falta de credibilidad de los disidentes en la Isla.
Actualmente mantiene una profunda diferencia con la opositora Rosa María Paya Acevedo, hija del ex disidente Oswaldo Paya, acusándola de lucrar con la memoria de su padre y realizar activismo en el exterior, protegida así de las represiones del Gobierno cubano.